# 알파인 스타일
알파인 스타일(alpine style)은 자급자족적 방법 즉, 자신의 식량, 침낭, 장비 등의 모든 것을 가지고 가는 방식의 등반을 말한다. 캠프를 점차 건설하여 정해진 능선을 따라 등반하는 정복형 스타일과 대비된다. 추가적으로 알파인 스타일은 고소 포터, 보조 산소기구, 고정된 로프를 사용하지 않는다.
많은 사람들이 알파인 스타일은 모든 산악인들이 갈망해야하는 표준으로서 등반의 가장 순수한 형태라고 생각한다. 이 스타일은 라인홀트 메스너가 피터 하벨러(Peter Habeler)와 함께 보조 산소기구 없이 가셔브룸 1봉을 등반하면서 유명해지게 되었다.
초기 등반사는 산을 누가 먼저 정복하느냐를 중시하는 등정주의에 초점을 두고 있다면, 현대 등반사는 어떠한 경로로 오르는가를 중시하는 등로주의에 초점을 두고 있다. 이렇든 정복 자체보다는 정복하기까지의 과정을 중시하기 시작하게 되고, 알프스의 등반법을 그대로 히말라야에 접목시키면서 생겨난 것이 이 알파인 스타일이다. 예지 쿠쿠츠카와 같은 산악인이 알파인 스타일을 선호하였다.
알파인 스타일의 장점은 일반적으로 경로를 따라 걸리는 시간이 적고 눈사태나 눈보라와 같은 객관적 위험을 줄인다. 이것은 언제든 추락할 수 있는 수백 피트 높이의 얼음절벽으로 가득 찬 얼음지역을 통과할 때 주요 변수가 된다. 눈과 얼음의 상태는 종종 하루 중 초기에는 일행이 올라갈 정도가 되다가 태양이 눈과 얼음을 녹이면서 눈사태가 일어나게 변할 수 있다. 아침에 등반하는 이러한 경향은 “알파인 출발(Alpine start)”이라는 용어가 생겼다. “알파인 출발”은 오전 11시부터는 긴 경로를 가고 일출 직후에는 짧거나 빠른 경로를 택하는 출발이다. “알파인 출발”은 반드시 어두울 때 시작해야 한다.